# Coupe du monde de rugby à XIII 1968
Navigation
Angleterre 1960 Angleterre 1970
La 4e édition de la Coupe du monde de rugby à XIII se déroule du 25 mai au 10 juin 1968 en Australie et en Nouvelle-Zélande huit ans après la précédente édition de 1960. Il s'agit de la plus importante des compétitions internationales de rugby à XIII mettant aux prises des sélections nationales, organisée par Rugby League International Federation (RLIF).
L'Australie est invaincue dans ce tournoi et remporte son deuxième titre après celui de 1957 en battant la France 20 à 2 en finale. Cette dernière bat en première phase la Nouvelle-Zélande et la Grande-Bretagne. Le match entre l'Australie et la Grande-Bretagne constitue la meilleure affluence sur une rencontre de Coupe du monde avec 62 256 spectateurs jusqu'en 1992. L'édition est marquée par un succès populaire avec une affluence cumulée de 220 681 spectateurs soit une moyenne de 31 526 spectateurs par match. La Nouvelle-Zélande ne remporte aucun match lors de cette édition.

## Équipes

### France
Dans la liste initiale, Bernard Catrevault (Bordeaux) est présent mais ,blessé, y renonce au profit de Jean-René Ledru, suppléant dans la liste de départ aux côtés de Jean-Claude Lauga (Villeneuve) et Pierre Garaig (Marseille).
| Nom                  | Âge | Matchs (Ptsmarqués) pendant l'édition | Club                    |
| -------------------- | --- | ------------------------------------- | ----------------------- |
| Georges Aillères     | 33  | 3 (0)                                 | Toulouse olympique XIII |
| Adolphe Alésina      | 25  | 2 (0)                                 | A.S. Carcassonne        |
| Yves Bégou           | 30  | 4 (0)                                 | Toulouse olympique XIII |
| Jean Capdouze        | 25  | 4 (19)                                | XIII Catalan            |
| Jean-Pierre Clar     | 26  | 4 (0)                                 | U.S. Villeneuve         |
| Jean-Claude Cros     | 26  | 4 (0)                                 | R.C. Albigeois          |
| Francis de Nadaï     | 21  | 3 (0)                                 | XIII Limouxin           |
| André Ferren         | 22  | 2 (0)                                 | S.O. Avignon            |
| Marius Frattini      | 27  | 1 (0)                                 | S.U. Cavaillon          |
| Roger Garrigue       | 26  | 3 (6)                                 | R.C. Saint-Gaudens      |
| Jacques Gruppi       | 27  | 2 (0)                                 | U.S. Villeneuve         |
| Jean-Pierre Lecompte | 26  | 3 (0)                                 | R.C. Saint-Gaudens      |
| Jean-René Ledru      | 20  | 3 (3)                                 | R.C. Marseille          |
| Henri Marracq        | 30  | 3 (0)                                 | R.C. Saint-Gaudens      |
| Hervé Mazard         | 24  | 2 (0)                                 | F.C. Lézignan           |
| Michel Molinier      | 20  | 3 (0)                                 | R.C. Albigeois          |
| Daniel Pellerin      | 26  | 3 (0)                                 | U.S. Villeneuve         |
| Christian Sabatié    | 26  | 4 (0)                                 | U.S. Villeneuve         |
| Victor Serrano       | 24  | 1 (0)                                 | R.C. Saint-Gaudens      |

## Déroulement du tournoi

### Phase de poule
| Tournoi |                  |   |   |   |   |    |    |     |     |
|         | Équipe           | J | V | N | D | PP | PC | Δ   | Pts |
| 1       | Australie        | 3 | 3 | 0 | 0 | 93 | 26 | +67 | 6   |
| 2       | France           | 3 | 2 | 0 | 1 | 26 | 49 | -23 | 4   |
| 3       | Grande-Bretagne  | 3 | 1 | 0 | 2 | 50 | 46 | +4  | 2   |
| 4       | Nouvelle-Zélande | 3 | 0 | 0 | 3 | 36 | 84 | -48 | 0   |

| sam. 25 mai   | Australie        | 25 - 10 | Grande-Bretagne  | Sydney Cricket Ground, Sydney |
| sam. 25 mai   | Nouvelle-Zélande | 10 - 15 | France           | Carlaw Park, Auckland         |
| sam. 1er juin | Australie        | 31 - 12 | Nouvelle-Zélande | Lang Park, Brisbane           |
| dim. 2 juin   | France           | 7 - 2   | Grande-Bretagne  | Carlaw Park, Auckland         |
| sam. 8 juin   | Australie        | 37 - 4  | France           | Lang Park, Brisbane           |
| sam. 8 juin   | Grande-Bretagne  | 38 - 14 | Nouvelle-Zélande | Sydney Cricket Ground, Sydney |

#### Australie - Grande-Bretagne
(mt : )
Homme du match : 
Points marqués :
- Australie :
- Grande-Bretagne :

Évolution du score :
Arbitre : 

#### Nouvelle-Zélande - France
(mt : )
Homme du match : 
Points marqués :
- Nouvelle-Zélande :
- France :

Évolution du score :
Arbitre : 

#### Australie - Nouvelle-Zélande
(mt : )
Homme du match : 
Points marqués :
- Australie :
- Nouvelle-Zélande :

Évolution du score :
Arbitre : 

#### France - Grande-Bretagne
(mt : )
Homme du match : 
Points marqués :
- France :
- Grande-Bretagne :

Évolution du score :
Arbitre : 

#### Australie - France
(mt : )
Homme du match : 
Points marqués :
- Australie :
- Grande-Bretagne :

Évolution du score :
Arbitre : 

#### Grande-Bretagne - Nouvelle-Zélande
(mt : )
Homme du match : 
Points marqués :
- Grande-Bretagne :
- Nouvelle-Zélande :

Évolution du score :
Arbitre : 

### Finale
(mt : 7 - 0)
Homme du match :  John Wittenberg
Points marqués :
- Australie : 4 essais de Williamson (2), Greaves, Coote ; 4 buts de Simms.
- France : 1 drop de Capdouze.

Arbitre :  John Percival
Spectateurs : 54 290
Composition des équipes :
- Australie : Eric Simms - Johnny Rhodes, Graeme Langlands, Johnny Greaves, Lionel Williamson - Bob Fulton (o), Billy Smith (m) - John Wittenberg, Frederick Jones, Arthur Beetson, Dick Thornett, Ronald Coote, Johnny Raper (c) - Entraîneur : Henry Bath
- France : Jean-Claude Cros - Daniel Pellerin, Jacques Gruppi, Jean-Pierre Lecompte, Jean-René Ledru - Jean Capdouze (o), Roger Garrigue (m) - Christian Sabatié, Yves Bégou, Georges Aillères (c), Francis de Nadaï, Henri Marracq, Jean-Pierre Clar - Entraîneur : Jep Lacoste